# Бернбойрен
Бернбойрен (нім. Bernbeuren) — громада в Німеччині, розташована в землі Баварія. Підпорядковується адміністративному округу Верхня Баварія. Входить до складу району Вайльгайм-Шонгау. Центр об'єднання громад Бернбойрен.
Площа — 41,69 км2. Населення становить 2482 ос. (станом на 31 грудня 2020).

## Галерея

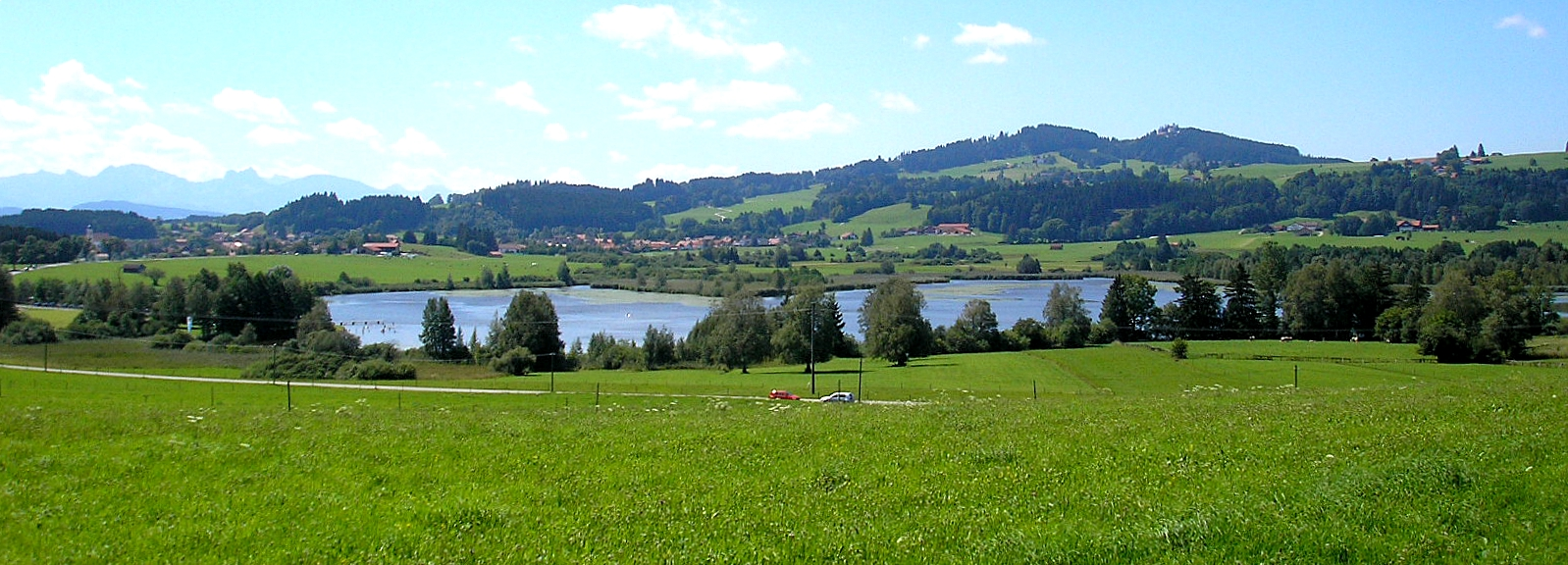